# Luigi Delneri
Luigi "Gigi" Delneri, de multe ori incorect scris ca Del Neri (n. 23 august 1950, Aquileia, Friuli-Veneția Giulia, Italia) este un antrenor de fotbal fost jucător, care în acest moment pregătește clubul italian Hellas Verona.